# オスプレー
オスプレー（英:Osprey, Inc.）は、主に登山用の高性能バックパックを製造するアメリカ合衆国コロラド州の企業である。

## 沿革
Mike PfotenhauerとDiane Wrenによって、1974年に設立された。登山をはじめ、サイクリングやトレイルランニングなど、主にアウトドア用のバックパックを製造、販売する。日本には現地法人をおいておらず、日本国内向けに株式会社ロストアローが正規輸入・販売、サポートを行っている。

## 評価
アルミフレームとメッシュを使った独自のサスペンションシステムを特徴とするバックパックは、プロのデザイナーと消費者の両者から高評価を受けている。2009年にはバックパック「Exos 46」がGOOD DESIGN™ awardをthe Sports and Recreation Categoryにて受賞した。同賞は米国で最も権威のあるデザイン賞として知られている(日本政府のグッドデザイン賞とは異なる。）。また、米国のアウトドア雑誌Backpackerの編集者選奨を受けたり、2014年1月号では読者人気投票で、バックパックのメーカーとして2位のグレゴリーに大差をつけて1位を受賞している。Outside誌の2013年度のGear Of the Year（その年の一番の用具）も受賞している。